# القطب الشمالي

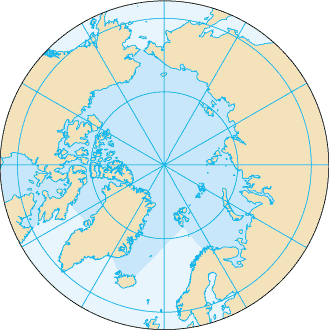
موضع القطب الشمالي الذي يقع عند نقطة التقاء خطوط الطول

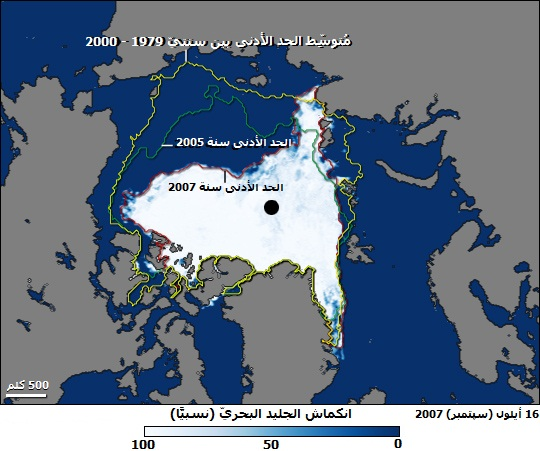
في عام 2005 وعام 2007 انحسر الجليد في القطب الشمالي بشكل بلغ حده الأعظمي

القطب الشمالي هو أعلى نقطة على محور دوران كوكب الأرض، ويقع في المحيط المتجمد الشمالي. وتستقبل منطقة القطب الشمالي أقل ما يمكن من أشعة الشمس فهي ثاني أبرد منطقة في الكرة الأرضية تغطيها طبقة سميكة من الثلج على مدار السنة، وقرب هذه المنطقة يقع القطب المغناطيسي الشمالي لكوكب الأرض حيث تتجه إبرة البوصلة في اتجاه هذه المنطقة، فالقطب الشمالي المغناطيسي يقع عند خط عرض 73° شمالاً وخط طول 100° غربا. وهناك نجم يدل على الشمال يعرف بالنجم القطبي يسترشد به البحارة والمسافرون لتحديد اتجاه الشمال كما استخدم البحارة القُدماء أجهزة للقياس والحسابات الفلكية يعرف بالإسطرلاب وأصل هذه الآلة غير معروف، وإن كان بعضهم ينسبها للمسلمين. وقد كتب "Theon of Alexandria" عن الأسطرلاب في القرن الرابع قبل الميلاد.

## الاستكشاف

### قبل عام 1900
بدءًا من مطلع القرن السادس عشر، أصابت العديد من الشخصيات البارزة في اعتقادها حول وقوع القطب الشمالي في أحد البحار، والذي كانوا قد أطلقوا عليه اسم بولينيا أو البحر القطبي المفتوح خلال القرن التاسع عشر. ولذلك عقِدت الآمال على اكتشاف ممر يقطع الكتل الجليدية الطافية في أوقات ملائمة من العام. انطلقت عدة بعثات تهدف إلى العثور على هذا الطريق، مسخرين سفن صيد الحيتان التي شاع استعمالها في المناطق الواقعة على خطوط العرض الشمالية الباردة.
كانت بعثة الضابط البحري البريطاني ويليام إدوارد باري من أوائل البعثات التي أبدت رغبتها الصريحة في بلوغ القطب الشمالي. وصلت بعثته إلى دائرة عرض 82 درجة عشرية، 45 دقيقة شمالًا في عام 1827. انتهت بعثة بولاريس، وهي محاولة الولايات المتحدة للوصول إلى القطب تحت قيادة تشارلز فرانسيس هول، بوقوع كارثة في عام 1871. كذلك قامت البحرية الملكية البريطانية بمحاولة أخرى للوصول إلى القطب، كجزء من البعثة الاستكشافية القطبية البريطانية تحت قيادة المقدم ألبرت هـ. ماركهام، لتحقق رقمًا قياسيًا بعد وصولها إلى الموقع ذي الإحداثيات 83 درجة عشرية، 20 دقيقة، 26 ثانية شمالًا، في شهر مايو من 1876، قبل أن تعود أدراجها. كان مصير البعثة الاستكشافية في الفترة 1879-1881 بقيادة الضابط البحري الأمريكي جورج دبليو. دي لونغ، مأساويًا، وذلك بعد أن ارتطمت سفينتهم، يو إس إس جينيت، بالجليد. قضى أكثر من نصف الطاقم، بما في ذلك دي لونغ، حتفهم.
انطلق المستكشفان النرويجيان فريتيوف نانسين وهيلمار يوهانسن نحو القطب على زلاجات جليدية خلال شهر أبريل من عام 1895، بعد أن غادرا سفينة «فرام» العائدة لنانسين، والتي كانت عالقةً في الجليد. وصل الثنائي إلى دائرة عرض 86 درجة عشرية، 14 دقيقة شمالًا قبل أن يتخلوا عن المحاولة، متجهين نحو الجنوب، حتى بلغوا أرض فرانتس يوزف في نهاية المطاف.
حاول كل من المهندس السويدي سولومون أوغست أندريه ورفيقيه بلوغ القطب الشمالي في المنطاد الهيدروجيني «أونن» (بمعنى «العقاب»)، في عام 1897، ولكنهم هبطوا على بعد 300 كيلومترًا (190 ميلًا) شمال جزيرة كفيتويا، والتي تشكل الجزء الشمالي الشرقي من أرخبيل سفالبارد. إذ ساروا نحو جزيرة كفيتويا، ولكنهم قضوا حتفهم عليها بعد مضي ثلاثة أشهر من حادث التحطم. وجدت بعثة براتفاغ الاستكشافية النرويجية رفات أعضاء هذه البعثة في عام 1930.
أبحر المستكشف الإيطالي لويجي أمديو دوق أبروتسي، وأومبرتو كانيي، وهو القبطان في البحرية الملكية الإيطالية (رجيا مارينا) بسفينة صيد الحيتان المعدلة «ستيلا بولاري» («نجم القطب») من النرويج في عام 1899. قاد كانيي فرقةً عبر الجليد في يوم 11 مارس عام 1900، وبلغ دائرة العرض الواقعة عند 86 درجة عشرية، 34 دقيقة في يوم 25 أبريل، محرزًا رقمًا قياسيًا جديدًا، ومتخطيًا نتيجة نانسين من عام 1895، بمقدار يتراوح ما بين 35 إلى 40 كيلومترًا (من 22 إلى 25 ميلًا). وبالكاد استطاع كانيي العودة إلى المعسكر، إذ مكث هناك حتى يوم 23 يونيو. غادرت سفينة ستيلا بولاري جزيرة رودولف متجهةً صوب الجنوب في يوم 16 أغسطس، وعادت البعثة الاستكشافية إلى النرويج.

### 1900-1940
ادعى المستكشف الأمريكي فريدريك كوك وصوله إلى القطب الشمالي برفقة أهويلاه وإتوكيشوك، وهما رجلان من شعب الإنويت، بتاريخ 21 أبريل عام 1908، ولكنه عجز عن تقديم دليل دامغ على ذلك، ولم تحظَ مزاعمه بقبول واسع.
لفترة مديدة، كان ينسب إلى المهندس البحري الأمريكي روبرت بيري الفضل في غزو القطب الشمالي. ادعى الأخير أنه وصل إلى القطب برفقة ماثيو هنسون وأربعة رجال من الإنويت، وهم أووتاه، وسيغلو، وإيغنغواه، وأووكوياه، بتاريخ 6 أبريل عام 1909. بيد أن مزاعم بيري ظلت موضع خلاف وجدل واسعين. إذ لم يكن أولئك الرجال، الذين رافقوا بيري في المرحلة الأخيرة من رحلته، مدربين على الملاحة، وبالتالي، لم يتمكنوا من تأكيد عمله الملاحي بصورة مستقلة، والذي ادعى البعض أنه كان رديئًا، ولا سيما بعد اقترابه من القطب.
لم تبدو المسافات والسرعات التي ادعى بيري أنه سجلها، بعد عودة آخر فرقة مساندة، قابلة للتصديق بالنسبة للعديد من الأشخاص، إذ قاربت ثلاثة أضعاف ما حققه بيري حتى تلك اللحظة. تتناقض رواية بيري حول رحلته إلى القطب، وعودته سالكًا خطًا مباشرًا -وهي الإستراتيجية الوحيدة المتوافقة مع القيود الزمنية التي كان يواجهها- مع رواية هنسون وإبحارهم في انعطافات ملتوية بغية تجنب الصفائح الجليدية المنضغطة والممرات المفتوحة.
بادر المستكشف البريطاني والي هربرت، والذي كان من مؤيدي بيري في بادئ الأمر، إلى تقصي سجلات بيري في عام 1989، وخلص إلى وجود تفاوتات كبيرة في السجلات الملاحية الخاصة بالمستكشف، مستنتجًا أن بيري لم يصل إلى القطب. ومع ذلك، عاد ادعاء بيري للظهور من جديد في عام 2005، حين أعاد المستكشف البريطاني توم أفيري وأربعة من رفاقه تمثيل الجزء الخارجي من رحلة بيري، مستعملين نسخًا طبق الأصل عن الزلاجات الخشبية وفرقًا من كلاب الإسكيمو الكندية، وبلغوا القطب الشمالي بمدة قدرها 36 يومًا و22 ساعة - أي أسرع من بيري بنحو خمس ساعات تقريبًا. ومع ذلك، بلغت أسرع مسيرة قطعها أفيري على مدار خمسة أيام، 90 ميلًا بحريًا (170 كم)، وهي أقل بكثير من الـ135 ميلًا بحريًا (250 كم) التي ادعاها بيري. كتب أفيري على موقعه الإلكتروني: «لقد نما الإعجاب والاحترام الذي أكنه لروبرت بيري، وماثيو هنسون، ورجال الإنويت الأربعة، الذين انطلقوا شمالًا في عام 1909، نموًا هائلًا منذ أن انطلقنا من رأس كولومبيا. وأنا على قناعة جازمة بأن بيري اكتشف القطب الشمالي، بعد أن رأيت بأم عيني كيف سافر عبر الجليد.»
سجلت أول رحلة جوية مزعومة فوق القطب بتاريخ 9 مايو عام 1926. وقام بها الضابط في البحرية الأمريكية ريتشارد إ. بيرد والطيار فلويد بينيت في طائرة ثلاثية المحركات من طراز فوكر. وعلى الرغم من تحقق لجنة تابعة للجمعية الجغرافية الوطنية (ناشيونال جيوغرافيك) من صحة هذا الادعاء آنذاك، إلا أنه شكِك بصحته منذ ذاك الحين، ففي عام 1996، اكتشف وجود تناقض متسق بين البيانات المسجلة عبر آلة السدس الشمسي، المخبأة في يوميات بيرد (والتي لم تتحقق الجمعية الجغرافية الوطنية منها أبدًا)، والبيانات الواردة في تقريره العائد إلى شهر يونيو من عام 1926، بفارق يتجاوز الـ100 ميل (160 كم). كانت البيانات المزعومة، التي سجلتها آلة السدس الشمسي في التقرير السري، مدونةً بدقة متناهية وبصورة متعمدة إلى حدٍ يؤكد إزالته لجميع هذه الملاحظات الشمسية الأولية المزعومة من النسخة النهائية للتقرير، والتي بعثها إلى الجمعيات الجغرافية بعد خمسة أشهر من ذلك (في حين ظلت النسخة الأصلية مخبأةً لمدة 70 عامًا)، وقد نشرت جامعة كامبريدج هذا الاكتشاف لأول مرة في عام 2000، بعد خضوعه لمراجعة ممحصة.
سجل أول وصول ثابت ومؤكد ومعقول علميًا إلى القطب بتاريخ 12 مايو عام 1926، وذلك على يد المستكشف النرويجي روال أموندسن وراعيه الأمريكي لينكولن إلسوورث، إذ بلغوه على متن المنطاد الموجه «نورغه». كان «نورغه» من تصميم وقيادة الإيطالي أومبرتو نوبيله، وذلك رغم أن مِلكيته كانت عائدة إلى النرويج.

## الوقت

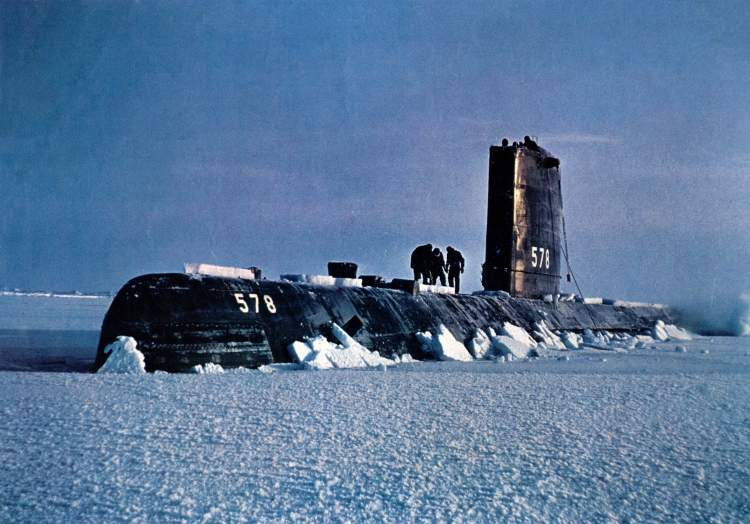
غواصة أمريكية في رحلة استكشاف القطب الشمالي، عام 1959

معظم المناطق على سطح الأرض، يتم تحديد الوقت المحلي عن طريق خطوط الطول، حيث أن وقت اليوم يزيد أو ينقص بالنسبة لموقعه من الشمس في السماء (على سبيل المثال، في منتصف النهار تكون الشمس تقريباً عند أعلى مستوى له).
هذه الطريقة من التفكير فشلت في القطب الشمالي، حيث أن الشمس تشرق وتغرب مرة واحدة فقط في السنة، وبالتالي جميع خطوط الطول والمناطق الزمنية تتجه إلى نقطة واحدة. لذا لا وجود دائم للإنسان في القطب الشمالي، ولم يتم تحديد أي منطقة زمنية معينة للقطب الشمالي.
وبالتالي تستخدم البعثات الاستكشافية للمناطق القطبية أي منطقة زمنية تكون مناسبة لهم، مثل توقيت جرينتش (GMT)، أو المنطقة الزمنية للبلاد التي غادروا منها.

## المناخ

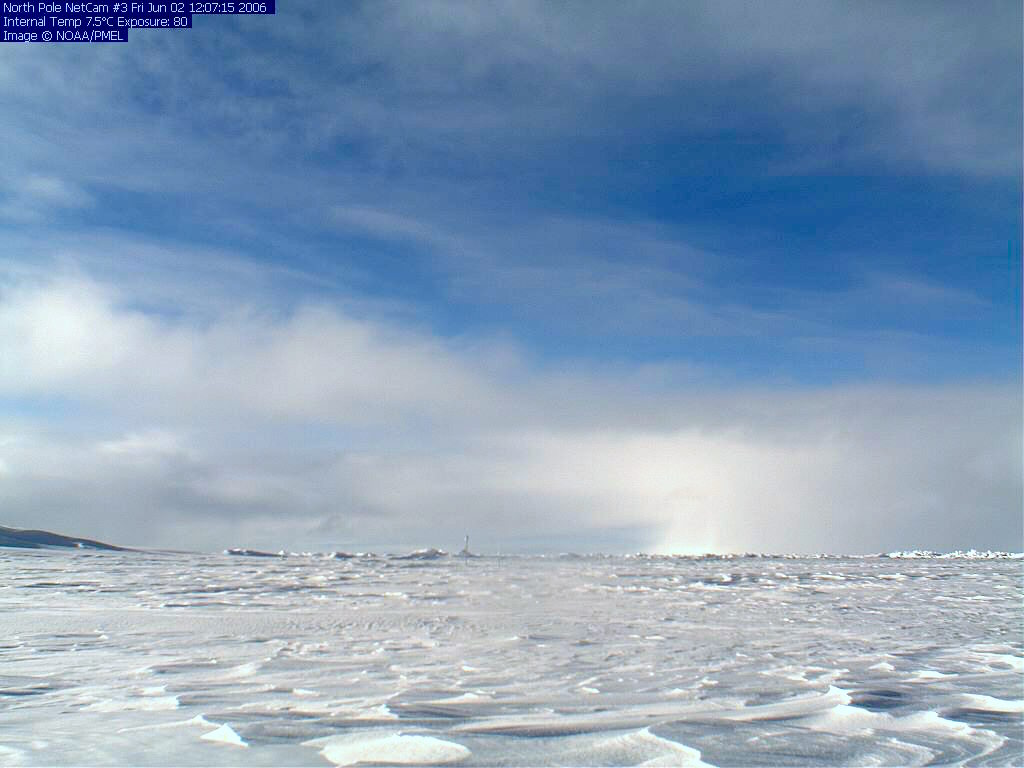
منظر أرضي في القطب الشمالي

القطب الشمالي أكثر دفئا بكثير من القطب الجنوبي لانه يقع في نفس مستوى سطح البحر في منتصف المحيط (الذي يمثل مستودعاً للحرارة)، على خلاف الكتل الصخرية في القارات المرتفعة عن سطح البحر. تتراوح درجات الحرارة في القطب الشمالي أثناء فصل الشتاء (يناير) ما بين -43 درجة مئوية (-45 درجة فهرنهايت) إلى -26 درجة مئوية (-15 درجة فهرنهايت) تقريبا، وأحياناً المتوسط حوالي -34 درجة مئوية (-29 درجة فهرنهايت). أما في فصل الصيف (يونيو ويوليو وأغسطس) فيتراوح متوسط درجات الحرارة حول نقطة التجمد 0 درجة مئوية (32 درجة فهرنهايت).
أعلى درجة حرارة سجلت حتى الآن هي 5 درجات مئوية (41 درجة فهرنهايت)، وهي أكثر دفئا بكثير مما سجل في القطب الجنوبي يكشف عن مياه نقية. والدراسات أظهرت أن متوسط سمك الجليد قد انخفض في السنوات الأخيرة. أغلبها نتيجة لظاهرة الاحتباس الحراري العالمي، على الرغم من هذه النتيجة المتنازع عليها من قبل البعض إلا أن التقارير تتوقع أنه في غضون بضعة عقود فإن المحيط المتجمد الشمالي سيكون خاليا تماما من الجليد في أشهر الصيف. وهذا قد يكون له آثارا تجارية كبيرة.

## ليلاً ونهاراً
في القطب الشمالي، تكون الشمس باستمرار فوق الأفق خلال أشهر الصيف، وتحت الأفق خلال أشهر الشتاء. تبدأ الشمس
بالشروق قبل الاعتدال الربيعي (نحو 19 مارس)؛ وبعد ذلك تأخذ الشمس ثلاثة أشهر لتصل إلى أعلى درجة حرارة لها قرب 23 ونصف ° قبل الانقلاب الصيفي (حوالي 21 يونيو)، وبعد ذلك الوقت تبدأ في الاختفاء، ويبدأ غروب الشمس فقط بعد الاعتدال الخريفي (حوالي 24 سبتمبر). عندما تكون الشمس مرئية في السماء القطبية[ ؟ ]، تبدو وكأنها تتحرك في دائرة أفقية فوق الأفق. هذه الدائرة ترتفع تدريجياً من الأفق بعد الاعتدال الربيعي إلى أقصى ارتفاع لها (بالدرجات المئوية) فوق الأفق في الانقلاب الصيفي، ثم الرجوع إلى الوراء في اتجاه الأفق قبل الاختفاء تحته في الاعتدال الخريفي.

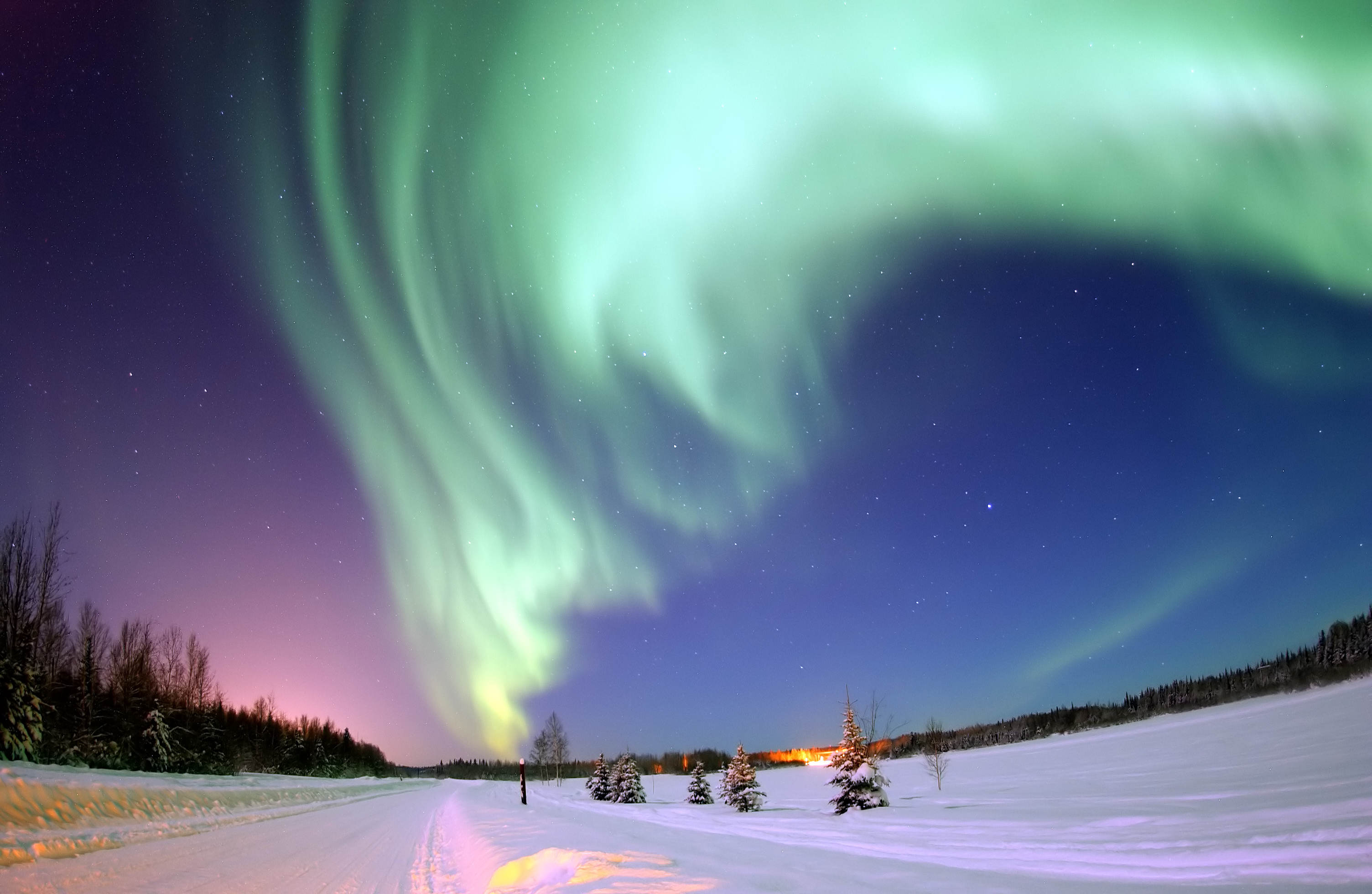
الشفق القطبي فوق بحيرة

تستمر فترة الشفق المدني نحو أسبوعين قبل أن تشرق الشمس وبعد أن تغرب الشمس، وتستمر حوالي خمسة أسابيع قبل شروق الشمس وغروبها، وبعد فترة الشفق الفلكي حوالي سبعة أسابيع قبل شروق الشمس وبعد غروبها.
« الشفق هو شفق الضوء الذي يظهر في جهة الغرب بعد غروب الشمس ثم يغيب بعد فترة، ويأتي بعده الغسق ويوجد منه نوعين شفق أحمر وشفق أبيض وهو الذي يظهر بعد اختفاء الشفق الأحمر »
وتتسبب هذه الآثار في دوران بالكرة الأرضية[ ؟ ] وثوراتها حول الشمس، وقد تُسببَت هذه الآثار عن طريق مزيج من ميل بالكرة الأرضية[ ؟ ] ودورانها حول الشمس
وفي منتصف الصيف شمال القطب الشمالي يواجه نحو الشمس إلى مداه الأقصى كما تتقدم السنة، يتحرك بالكرة الأرضية[ ؟ ] حول الشمس. وهذا وقد يحدث تسلسل متشابه لوحظ في القطب الجنوبي، مع فارق التوقيت لمدة ستة أشهر.

## النباتات والحيوانات
الدببة القطبية ويعتقد نادرا للسفر خارج حوالي 82 درجة شمالا نظرا لندرة الغذاء، على الرغم من المسارات قد شهدت في محيط القطب الشمالي، وذكرت بعثة 2006 يبصر الدب القطبي فقط 1 ميل (1.6 كم) من القطب. وختم الحلقية كما كان ينظر في القطب، والثعالب القطبية الشمالية وقد لوحظت أقل من 60 كم (37 ميل) بعيدا في 89 ° 40 'N.
الطيور ينظر في أو قريبة جدا من القطب تشمل الرايات الثلوج، الفولمار الشمالي ونورس أسود الساق، على الرغم من بعض مشاهد الطيور قد تكون مشوهة بسبب ميول الطيور لمتابعة السفن والبعثات.
وقد شوهدت الأسماك في المياه في القطب الشمالي، ولكن هذه هي على الأرجح قليلة العدد. وقال عضو الفريق الروسي أن ينحدر إلى قاع البحر القطب الشمالي في أغسطس 2007 ذكرت رؤية أي الكائنات البحرية التي تعيش هناك. ومع ذلك، أفيد في وقت لاحق ان شقائق البحر قد حصدت من الطين في قاع البحار من قبل فريق الروسي وأظهرت لقطات فيديو من الغوص مجهولة الهوية الجمبري ومزدوجات الأرجل.

## دول القطب الشمالي

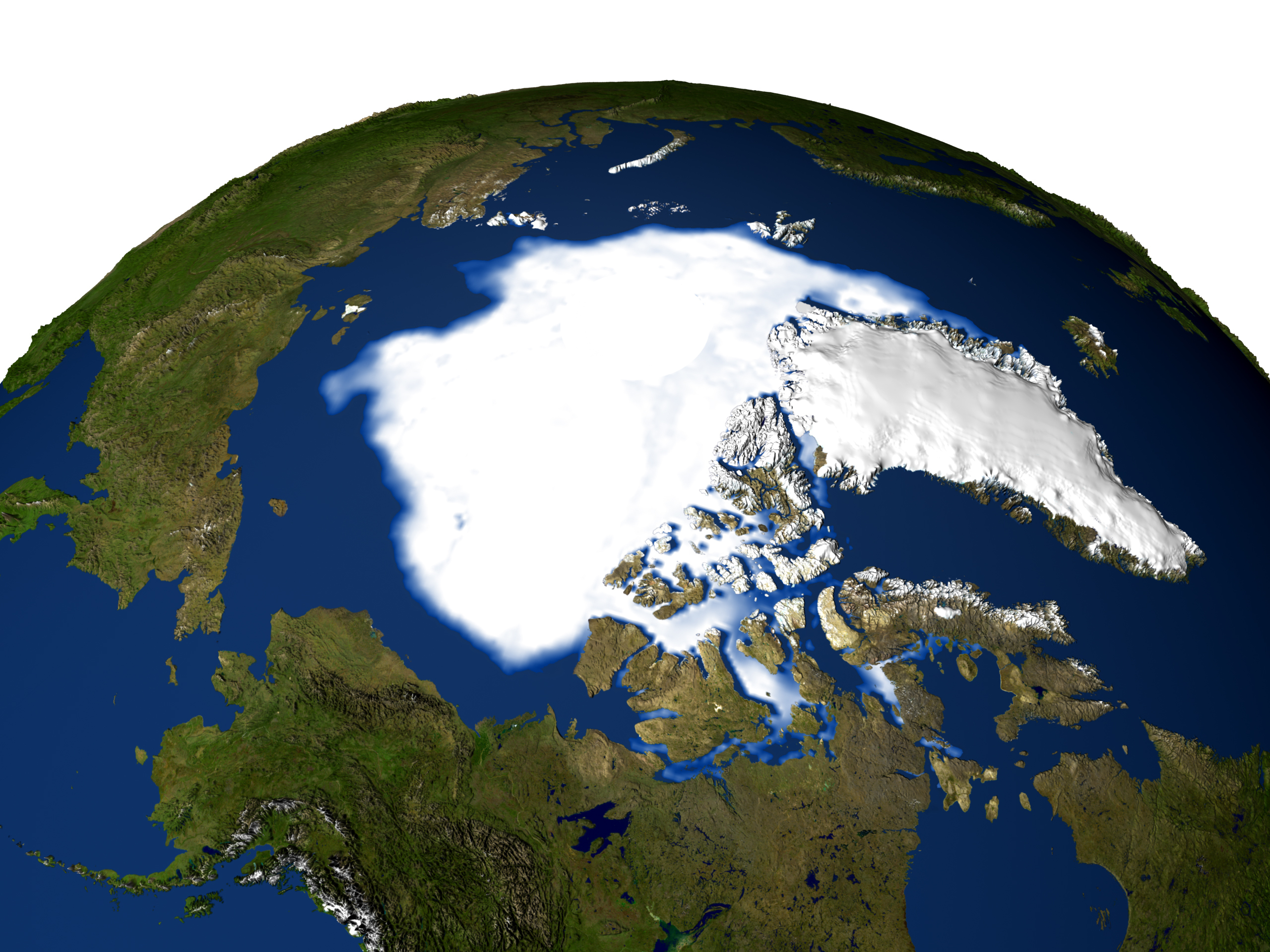
صورة طبيعةاخذتها ناسا 2005

حاليا، في إطار القانون الدولي، لا يوجد بلد يملك القطب الشمالي أو منطقة المحيط المتجمد الشمالي المحيطة به. خمس دول في المنطقة القطبية الشمالية المحيطة بها، الاتحاد الروسي (أكبر دولة)، كندا، النرويج،الدنمارك (عبر جرينلاند)، والولايات المتحدة، تقتصر على 200- ميل بحري (370 كيلومترا؛ 230 ميل) المنطقة الاقتصادية الخالصة حول لهم السواحل، ومنطقة أبعد من ذلك يدار من قبل السلطة الدولية لقاع البحار.
عند التصديق على اتفاقية الأمم المتحدة لقانون البحار، وهو بلد لديه 10 سنوات لجعل المطالبات إلى الجرف القاري الممتد إلى ما بعد 200 ميل المنطقة الاقتصادية الخالصة. إذا التحقق من صحة هذا الادعاء يعطي حقوق الدولة المدعية إلى ما يمكن أن يكون في أو تحت قاع البحر داخل المنطقة المطالب بها. النرويج (صدقت على الاتفاقية في عام 1996)،روسيا(صدقت في عام 1997)، كندا (صدقت في عام 2003) والدنمارك (صدقت في عام 2004) وجميع المشاريع التي أطلقت لقاعدة تدعي أن بعض المناطق في الجرف القاري في القطب الشمالي يجب أن يكون عرضة للاستغلال السيادية الوحيدة.
في عام 1907 التذرع كندا «من حيث المبدأ القطاع» للمطالبة بالسيادة على قطاع تمتد من سواحلها إلى القطب الشمالي. لم يتم التخلي عن هذا الادعاء، ولكنها لم تضغط باستمرار حتى عام 2013.
ومع ذلك، في عام 2014، ادعى الدنمارك جزءا من قاع البحر، بما في ذلك القطب الشمالي.

## انظر أيضً
- جغرافيا
- علوم الأرض
- جغرافيا
- علوم الأرض
- علم تشكل الأرض
- القطب الجنوبي

## روابط خارجية
- احدي مواقع بعثة سنة 2006